# ゾリラモドキ
ゾリラモドキ（Poecilogale albinucha）はアフリカ中央部-南部に分布するイタチ科の動物。本種のみでゾリラモドキ属（Poecilogale）を構成するが、近年の分子系統解析結果からはゾリラ属（Ictonyx）に内包されることがわかっている。

## 特徴
体長25-35cm、尾長15-23cm。額の上部が白く、額から続く白い模様は首で二筋に分かれ、さらにそれぞれが2本に分かれて背中と脇腹に沿って続き、尾部で合流する。尾は白い。穴を掘ってその中に住む。主に小型の齧歯類を捕らえて食べる。